# ادوارد نوری زالتا
ادوارد نوری زالتا (انگلیسی: Edward N. Zalta؛ زادهٔ ۱۶ مارس ۱۹۵۲) فیلسوف اهل ایالات متحده آمریکا است.